# Прапор Великоновосілківського району
Пра́пор Великоновосілкі́вського райо́ну — офіційний символ Великоновосілківського району Донецької області, затверджений 28 лютого 2007 року рішенням сесії Великоновосілківської районної ради.

## Опис
Прапор являє собою прямокутне полотнище, що має співвідношення сторін 2:3 і має малинову стрічку шириною 1/5 ширини прапора, що перетинає його по діагоналі з нижнього лівого кута до правого верхнього. Верхня частина полотнища має синій, а нижня — зелений колір. У верхньому древковому куті розташована біла ладдя з чорним орнаментом.